# Kotasaure
Es creu que el Kotasaure o Kotasaurus és un gènere representat per una única espècie de dinosaure saurisqui sauròpode, que va viure a principis del període Juràssic, fa aproximadament 185 milions d'anys, en el Toarcià, en el que avui és subcontinent indi. Va ser el sauròpode més antic perquè compartia trets físics tant amb els sauròpodes com amb els prosauròpodes. La seva gran mida, 9 metres de longitud i una altura de 3 metres, el converteix en un candidat a formar part de la classe dels sauròpodes, però els ossos són una barreja d'algunes famílies. Aquestes peculiaritats van col·locar aquest dinosaure entre els primers dinosaures gegants apareguts.
Tenia un cap petit amb dents no punxegudes per mastegar les plantes i un cervell també petit. La llarga cua li servia de contrapès a l'enorme coll que tenia. Es movia lentament sobre unes potes massisses i grosses que tenien la seva continuïtat en uns peus de 5 dits. Per digerir l'enorme quantitat d'aliment vegetal que necessitava per mantenir-se viu, posseïa un gran estómac. Aquesta dieta vegetariana que feia el Kotasaurus alliberés grans quantitats de gas. No se sap quant pesava. El seu nom significa Rèptil de Kota per la formació de Kota a l'Índia, on es va trobar el fòssil.